# Hollywood Casino 400 2023
L'Hollywood Casino 400 2023 è stata una gara della NASCAR Cup Series tenutasi il 10 settembre 2023 al Kansas Speedway di Kansas City, Kansas. Disputata su 268 giri (estesa da 267 giri a causa di un arrivo straordinario), sulla superstrada intermedia di 2,4 km, è stata la 28ª gara della NASCAR Cup Series 2023, la seconda gara dei Playoff e la seconda gara del Round of 16.

## Il contesto

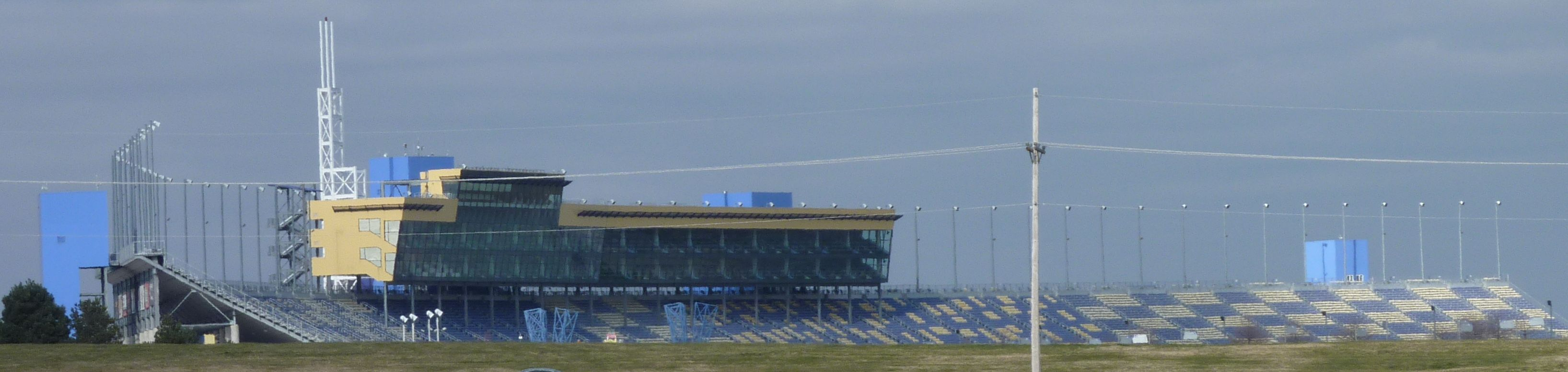
Il Kansas Speedway, il circuito dove la gara si è svolta.

Il Kansas Speedway è una pista da corsa tri-ovale di 1,5 miglia (2,4 km) situata a Kansas City. È stato costruito nel 2001 e attualmente ospita due fine settimana di gare annuali NASCAR. Anche la IndyCar Series ha corso qui fino al 2011. L'autodromo è di proprietà e gestito dalla International Speedway Corporation.

### Partecipanti
- (R) denota un pilota al 1º anno di partecipazione (rookie).
- (i) denota un pilota non idoneo per i punti pilota della serie.
- (P) denota un pilota dei playoff.
- (OP) denota un'auto dei playoff del proprietario.

| Nº                           | Pilota                  | Squadra                  | Costruttore |
| ---------------------------- | ----------------------- | ------------------------ | ----------- |
| 1                            | Ross Chastain (P)       | Trackhouse Racing        | Chevrolet   |
| 2                            | Austin Cindric          | Team Penske              | Ford        |
| 3                            | Austin Dillon           | Richard Childress Racing | Chevrolet   |
| 4                            | Kevin Harvick (P)       | Stewart–Haas Racing      | Ford        |
| 5                            | Kyle Larson (P)         | Hendrick Motorsports     | Chevrolet   |
| 6                            | Brad Keselowski (P)     | RFK Racing               | Ford        |
| 7                            | Corey LaJoie            | Spire Motorsports        | Chevrolet   |
| 8                            | Kyle Busch (P)          | Richard Childress Racing | Chevrolet   |
| 9                            | Chase Elliott (OP)      | Hendrick Motorsports     | Chevrolet   |
| 10                           | Aric Almirola           | Stewart–Haas Racing      | Ford        |
| 11                           | Denny Hamlin (P)        | Joe Gibbs Racing         | Toyota      |
| 12                           | Ryan Blaney (P)         | Team Penske              | Ford        |
| 14                           | Chase Briscoe           | Stewart–Haas Racing      | Ford        |
| 15                           | J. J. Yeley (i)         | Rick Ware Racing         | Ford        |
| 16                           | A. J. Allmendinger      | Kaulig Racing            | Chevrolet   |
| 17                           | Chris Buescher (P)      | RFK Racing               | Ford        |
| 19                           | Martin Truex Jr. (P)    | Joe Gibbs Racing         | Toyota      |
| 20                           | Christopher Bell (P)    | Joe Gibbs Racing         | Toyota      |
| 21                           | Harrison Burton         | Wood Brothers Racing     | Ford        |
| 22                           | Joey Logano (P)         | Team Penske              | Ford        |
| 23                           | Bubba Wallace (P)       | 23XI Racing              | Toyota      |
| 24                           | William Byron (P)       | Hendrick Motorsports     | Chevrolet   |
| 31                           | Justin Haley            | Kaulig Racing            | Chevrolet   |
| 34                           | Michael McDowell (P)    | Front Row Motorsports    | Ford        |
| 38                           | Todd Gilliland          | Front Row Motorsports    | Ford        |
| 41                           | Ryan Preece             | Stewart–Haas Racing      | Ford        |
| 42                           | Carson Hocevar (i)      | Legacy Motor Club        | Chevrolet   |
| 43                           | Erik Jones              | Legacy Motor Club        | Chevrolet   |
| 45                           | Tyler Reddick (P)       | 23XI Racing              | Toyota      |
| 47                           | Ricky Stenhouse Jr. (P) | JTG Daugherty Racing     | Chevrolet   |
| 48                           | Alex Bowman             | Hendrick Motorsports     | Chevrolet   |
| 51                           | Cole Custer (i)         | Rick Ware Racing         | Ford        |
| 54                           | Ty Gibbs (R)            | Joe Gibbs Racing         | Toyota      |
| 77                           | Ty Dillon               | Spire Motorsports        | Chevrolet   |
| 78                           | Sheldon Creed (i)       | Live Fast Motorsports    | Chevrolet   |
| 99                           | Daniel Suárez           | Trackhouse Racing        | Chevrolet   |
| Lista ufficiale partecipanti |                         |                          |             |

## Prove libere
Tyler Reddick è stato il più veloce nella sessione di prove con un tempo di 30,200 secondi e una velocità di 178,808 mph (287,764 km/h).

### Risultati
| Pos                              | Nº | Pilota            | Squadra              | Costruttore | Tempo  | Velocità |
| -------------------------------- | -- | ----------------- | -------------------- | ----------- | ------ | -------- |
| 1                                | 45 | Tyler Reddick (P) | 23XI Racing          | Toyota      | 30"200 | 178,808  |
| 2                                | 24 | William Byron (P) | Hendrick Motorsports | Chevrolet   | 30"378 | 177,760  |
| 3                                | 23 | Bubba Wallace (P) | 23XI Racing          | Toyota      | 30"390 | 177,690  |
| Risultati ufficiali prove libere |    |                   |                      |             |        |          |

## Qualifiche
Christopher Bell ha ottenuto la pole per la gara con un tempo di 29,954 e una velocità di 180,276 mph (290,126 km/h).

### Risultati
| Pos                                  | Nº | Pilota                  | Squadra                  | Costruttore | R1     | R2     |
| ------------------------------------ | -- | ----------------------- | ------------------------ | ----------- | ------ | ------ |
| 1                                    | 20 | Christopher Bell (P)    | Joe Gibbs Racing         | Toyota      | 30"126 | 29"954 |
| 2                                    | 5  | Kyle Larson (P)         | Hendrick Motorsports     | Chevrolet   | 30"162 | 30"029 |
| 3                                    | 19 | Martin Truex Jr. (P)    | Joe Gibbs Racing         | Toyota      | 30"375 | 30"207 |
| 4                                    | 9  | Chase Elliott (OP)      | Hendrick Motorsports     | Chevrolet   | 30"381 | 30"227 |
| 5                                    | 45 | Tyler Reddick (P)       | 23XI Racing              | Toyota      | 30"199 | 30"253 |
| 6                                    | 1  | Ross Chastain (P)       | Trackhouse Racing        | Chevrolet   | 29"925 | 30"282 |
| 7                                    | 34 | Michael McDowell (P)    | Front Row Motorsports    | Ford        | 30"175 | 30"291 |
| 8                                    | 3  | Austin Dillion          | Richard Childress Racing | Chevrolet   | 30"253 | 30"303 |
| 9                                    | 24 | William Byron (P)       | Hendrick Motorsports     | Chevrolet   | 30"240 | 30"375 |
| 10                                   | 23 | Bubba Wallace (P)       | 23XI Racing              | Toyota      | 30"215 | 30"436 |
| 11                                   | 22 | Joey Logano (P)         | Team Penske              | Ford        | 30"397 | —      |
| 12                                   | 6  | Brad Keselowski (P)     | RFK Racing               | Ford        | 30"404 | —      |
| 13                                   | 17 | Chris Buescher (P)      | RFK Racing               | Ford        | 30"417 | —      |
| 14                                   | 11 | Denny Hamlin (P)        | Joe Gibbs Racing         | Toyota      | 30"421 | —      |
| 15                                   | 99 | Daniel Suárez           | Trackhouse Racing        | Chevrolet   | 30"426 | —      |
| 16                                   | 47 | Ricky Stenhouse Jr. (P) | JTG Daugherty Racing     | Chevrolet   | 30"437 | —      |
| 17                                   | 12 | Ryan Blaney (P)         | Team Penske              | Ford        | 30"451 | —      |
| 18                                   | 2  | Austin Cindric          | Team Penske              | Ford        | 30"458 | —      |
| 19                                   | 43 | Erik Jones              | Legacy Motor Club        | Chevrolet   | 30"469 | —      |
| 20                                   | 4  | Kevin Harvick (P)       | Stewart–Haas Racing      | Ford        | 30"516 | —      |
| 21                                   | 42 | Carson Hocevar (i)      | Legacy Motor Club        | Chevrolet   | 30"585 | —      |
| 22                                   | 16 | A. J. Allmendinger      | Kaulig Racing            | Ford        | 30"587 | —      |
| 23                                   | 7  | Corey LaJoie            | Spire Motorsports        | Ford        | 30"655 | —      |
| 24                                   | 48 | Alex Bowman             | Hendrick Motorsports     | Chevrolet   | 30"662 | —      |
| 25                                   | 10 | Aric Almirola           | Stewart–Haas Racing      | Ford        | 30"693 | —      |
| 26                                   | 14 | Chase Briscoe           | Stewart–Haas Racing      | Ford        | 30"711 | —      |
| 27                                   | 51 | Cole Custer (i)         | Rick Ware Racing         | Ford        | 30"724 | —      |
| 28                                   | 41 | Ryan Preece             | Stewart–Haas Racing      | Ford        | 30"756 | —      |
| 29                                   | 21 | Harrison Burton         | Wood Brothers Racing     | Ford        | 30"774 | —      |
| 30                                   | 31 | Justin Haley            | Kaulig Racing            | Chevrolet   | 30"818 | —      |
| 31                                   | 15 | J. J. Yeley (i)         | Kaulig Racing            | Chevrolet   | 30"889 | —      |
| 32                                   | 38 | Todd Gilliland          | Front Row Motorsports    | Ford        | 30"893 | —      |
| 33                                   | 77 | Ty Dillion              | Spire Motorsports        | Ford        | 30"893 | —      |
| 34                                   | 78 | Sheldon Creed (i)       | Live Fast Motorsports    | Chevrolet   | 31"165 | —      |
| 35                                   | 8  | Kyle Busch (P)          | Richard Childress Racing | Chevrolet   | 0"000  | —      |
| 36                                   | 54 | Ty Gibbs (R)            | Joe Gibbs Racing         | Toyota      | 0"000  | —      |
| Risultati ufficiali delle qualifiche |    |                         |                          |             |        |        |

## Gara

### Risultati

#### Risultati Stage
Stage 1
Giri: 80
| Pos                         | Nº | Pilota               | Squadra              | Costruttore | Punti |
| --------------------------- | -- | -------------------- | -------------------- | ----------- | ----- |
| 1                           | 5  | Kyle Larson (P)      | Hendrick Motorsports | Chevrolet   | 10    |
| 2                           | 23 | Bubba Wallace (P)    | 23XI Racing          | Toyota      | 9     |
| 3                           | 20 | Christopher Bell (P) | Joe Gibbs Racing     | Toyota      | 8     |
| 4                           | 1  | Ross Chastain (P)    | Trackhouse Racing    | Chevrolet   | 7     |
| 5                           | 12 | Ryan Blaney (P)      | Team Penske          | Ford        | 6     |
| 5                           | 45 | Tyler Reddick (P)    | 23XI Racing          | Toyota      | 5     |
| 7                           | 11 | Denny Hamlin (P)     | Joe Gibbs Racing     | Toyota      | 4     |
| 8                           | 6  | Brad Keselowski (P)  | RFK Racing           | Ford        | 3     |
| 9                           | 9  | Chase Elliott (OP)   | Hendrick Motorsports | Chevrolet   | 2     |
| 10                          | 4  | Kevin Harvick (P)    | Stewart–Haas Racing  | Ford        | 1     |
| Risultati ufficiali Stage 1 |    |                      |                      |             |       |

Stage 2
Giri: 85
| Pos                         | Nº | Pilota               | Squadra              | Costruttore | Punti |
| --------------------------- | -- | -------------------- | -------------------- | ----------- | ----- |
| 1                           | 6  | Brad Keselowski (P)  | RFK Racing           | Ford        | 10    |
| 2                           | 11 | Denny Hamlin (P)     | Joe Gibbs Racing     | Toyota      | 9     |
| 3                           | 9  | Chase Elliott (OP)   | Hendrick Motorsports | Chevrolet   | 8     |
| 4                           | 4  | Kevin Harvick (P)    | Stewart–Haas Racing  | Ford        | 7     |
| 5                           | 45 | Tyler Reddick (P)    | 23XI Racing          | Toyota      | 6     |
| 6                           | 43 | Erik Jones           | Legacy Motor Club    | Chevrolet   | 5     |
| 7                           | 12 | Ryan Blaney (P)      | Team Penske          | Ford        | 4     |
| 8                           | 22 | Joey Logano (P)      | Team Penske          | Ford        | 3     |
| 9                           | 17 | Chris Buescher (P)   | RFK Racing           | Ford        | 2     |
| 10                          | 20 | Christopher Bell (P) | Joe Gibbs Racing     | Toyota      | 1     |
| Risultati ufficiali Stage 1 |    |                      |                      |             |       |

#### Final Stage
Stage 3
Giri: 102
| Pos                      | Griglia | Nº | Pilota                  | Squadra                  | Costruttore | Giri | Punti |
| ------------------------ | ------- | -- | ----------------------- | ------------------------ | ----------- | ---- | ----- |
| 1                        | 5       | 45 | Tyler Reddick (P)       | 23XI Racing              | Toyota      | 268  | 51    |
| 2                        | 14      | 11 | Denny Hamlin (P)        | Joe Gibbs Racing         | Toyota      | 268  | 48    |
| 3                        | 19      | 43 | Erik Jones              | Legacy Motor Club        | Chevrolet   | 268  | 39    |
| 4                        | 2       | 5  | Kyle Larson (P)         | Hendrick Motorsports     | Chevrolet   | 268  | 43    |
| 5                        | 11      | 22 | Joey Logano (P)         | Team Penske              | Ford        | 268  | 35    |
| 6                        | 4       | 9  | Chase Elliott (OP)      | Hendrick Motorsports     | Chevrolet   | 268  | 41    |
| 7                        | 35      | 8  | Kyle Busch (P)          | Richard Childress Racing | Chevrolet   | 268  | 30    |
| 8                        | 1       | 20 | Christopher Bell (P)    | Joe Gibbs Racing         | Toyota      | 268  | 38    |
| 9                        | 12      | 6  | Brad Keselowski (P)     | RFK Racing               | Ford        | 268  | 41    |
| 10                       | 24      | 48 | Alex Bowman             | Hendrick Motorsports     | Chevrolet   | 268  | 27    |
| 11                       | 20      | 4  | Kevin Harvick (P)       | Hendrick Motorsports     | Chevrolet   | 268  | 27    |
| 12                       | 17      | 12 | Ryan Blaney (P)         | Stewart–Haas Racing      | Ford        | 268  | 34    |
| 13                       | 6       | 1  | Ross Chastain (P)       | Trackhouse Racing        | Chevrolet   | 268  | 31    |
| 14                       | 36      | 54 | Ty Gibbs (R)            | Joe Gibbs Racing         | Toyota      | 268  | 23    |
| 15                       | 9       | 24 | William Byron (P)       | Hendrick Motorsports     | Chevrolet   | 268  | 22    |
| 16                       | 15      | 99 | Daniel Suárez           | Trackhouse Racing        | Chevrolet   | 268  | 21    |
| 17                       | 25      | 10 | Aric Almirola           | Stewart–Haas Racing      | Ford        | 268  | 20    |
| 18                       | 28      | 41 | Ryan Preece             | Stewart–Haas Racing      | Ford        | 268  | 19    |
| 19                       | 26      | 14 | Chase Briscoe           | Stewart–Haas Racing      | Ford        | 268  | 18    |
| 20                       | 21      | 42 | Carson Hocevar (i)      | Legacy Motor Club        | Chevrolet   | 268  | 0     |
| 21                       | 30      | 31 | Justin Haley            | Kaulig Racing            | Chevrolet   | 268  | 16    |
| 22                       | 23      | 7  | Corey LaJoie            | Spire Motorsports        | Chevrolet   | 268  | 15    |
| 23                       | 16      | 47 | Ricky Stenhouse Jr. (P) | JTG Daugherty Racing     | Chevrolet   | 268  | 14    |
| 24                       | 27      | 51 | Cole Custer (i)         | Rick Ware Racing         | Ford        | 268  | 0     |
| 25                       | 32      | 38 | Todd Gilliland          | Front Row Motorsports    | Ford        | 267  | 12    |
| 26                       | 7       | 34 | Michael McDowell (P)    | Front Row Motorsports    | Ford        | 267  | 11    |
| 27                       | 13      | 17 | Chris Buescher (P)      | RFK Racing               | Ford        | 267  | 12    |
| 28                       | 33      | 77 | Ty Dillion              | Spire Motorsports        | Chevrolet   | 267  | 9     |
| 29                       | 34      | 78 | Sheldon Creed (i)       | Live Fast Motorsports    | Chevrolet   | 266  | 0     |
| 30                       | 22      | 16 | A. J. Allmendinger      | Kaulig Racing            | Chevrolet   | 266  | 7     |
| 31                       | 18      | 2  | Austin Cindric          | Team Penske              | Ford        | 266  | 6     |
| 32                       | 10      | 23 | Bubba Wallace (P)       | 23XI Racing              | Toyota      | 264  | 14    |
| 33                       | 8       | 3  | Austin Dillion          | Richard Childress Racing | Chevrolet   | 259  | 4     |
| 34                       | 31      | 15 | J. J. Yeley (i)         | Rick Ware Racing         | Ford        | 212  | 0     |
| 35                       | 29      | 21 | Harrison Burton         | Wood Brothers Racing     | Ford        | 175  | 2     |
| 36                       | 3       | 19 | Martin Truex Jr. (P)    | Joe Gibbs Racing         | Toyota      | 3    | 1     |
| Risultati ufficiali gara |         |    |                         |                          |             |      |       |

### Statistiche della gara
- Cambiamenti 1ª posizione: 19, con 10 piloti diversi
- Cautions/Giri: 9 caution per 45 giri
- Bandiere rosse: 0
- Tempo di gara: 3 ore, 12 minuti e 38 secondi
- Velocità media: 125,512 miglia orarie (201,509 km/h)

## Classifica dopo la gara

### Classifica piloti
| 1                           | Kyle Larson        | 2.117       |
| 2                           | Tyler Reddick      | 2.111 (–6)  |
| 3                           | Denny Hamlin       | 2.105 (–12) |
| 4                           | William Byron      | 2.097 (–20) |
| 5                           | Brad Keselowski    | 2.089 (–28) |
| 6                           | Ryan Blaney        | 2.081 (–36) |
| 7                           | Kyle Busch         | 2.080 (–37) |
| 8                           | Ross Chastain      | 2.074 (–43) |
| 9                           | Chris Buescher     | 2.069 (–48) |
| 10                          | Christopher Bell   | 2.069 (–48) |
| 11                          | Joey Logano        | 2.068 (–49) |
| 12                          | Kevin Harvick      | 2.063 (–54) |
| 13                          | Martin Truex Jr.   | 2.056 (–61) |
| 14                          | Bubba Wallace      | 2.044 (–73) |
| 15                          | Rick Stenhouse Jr. | 2.041 (–76) |
| 16                          | Michael McDowell   | 2.023 (–94) |
| Classifica piloti ufficiale |                    |             |

### Classifica costruttori
| Pos | Costruttore | Punti     |
| --- | ----------- | --------- |
| 1   | Chevrolet   | 1.035     |
| 2   | Toyota      | 967 (–68) |
| 3   | Ford        | 961 (–74) |

- Nota: solo le prime 16 posizioni sono incluse per la classifica piloti.